# Пепел (альбом)
«Пе́пел» — пятый студийный альбом российской хеви-метал группы «Чёрный Обелиск», который вышел на лейбле CD-Maximum в 2002 году.

## Об альбоме
Первый альбом после второго возрождения «Чёрного Обелиска». Участникам коллектива удалось создать качественный материал и сохранить дух классического периода группы. Материал был хорошо встречен, как слушателями, так и прессой. «Чёрный Обелиск» открыл новую страницу своей истории.

## Список композиций
| №   | Название                                | Длительность |
| --- | --------------------------------------- | ------------ |
| 1.  | «Прощай и прости»                       | 3:49         |
| 2.  | «Пепел»                                 | 3:21         |
| 3.  | «Земля к земле»                         | 5:55         |
| 4.  | «Тебя больше нет» (re-recorded version) | 4:02         |
| 5.  | «Там» (re-recorded version)             | 2:44         |
| 6.  | «Ветры и туманы» (re-recorded version)  | 3:48         |
| 7.  | «Один»                                  | 2:29         |
| 8.  | «Дым» (re-recorded version)             | 3:28         |
| 9.  | «Весна»                                 | 4:36         |
| 10. | «Ты обманула меня»                      | 3:20         |
| 11. | «Странная песня»                        | 3:50         |
| 12. | «Я оставляю вам»                        | 5:16         |

| №   | Название          | Длительность |
| --- | ----------------- | ------------ |
| 13. | «Ветры и туманы»  | 3:49         |
| 14. | «Там»             | 2:37         |
| 15. | «Тебя больше нет» | 3:50         |
| 16. | «Дым»             | 2:57         |

## Участники записи
- Дмитрий Борисенков - вокал, гитара
- Михаил Светлов - гитара
- Даниил Захаренков - бас-гитара
- Владимир Ермаков - ударные